# Попасное (Алтайский край)
Попасное — село в Кулундинском районе Алтайского края. В составе Курского сельсовета.

## История
Основано в 1908 году. В 1928 г. посёлок Попасный состоял из 93 хозяйств, в составе Ново-Покровского сельсовета Ключевского района Славгородского округа Сибирского края. Отделение колхоза «Красный Октябрь».

## Население
В 1928 году в посёлке проживало 462 человека (213 мужчин и 249 женщин), основное население — украинцы. По переписи 1959 г. в селе проживало 355 человек (159 мужчин и 196 женщин). 
| 1997 | 1998 | 1999 | 2000 | 2001 | 2002 | 2003 |
| ---- | ---- | ---- | ---- | ---- | ---- | ---- |
| 225  | ↗236 | ↗238 | ↘234 | ↘230 | ↘219 | ↘208 |
| 2004 | 2005 | 2006 | 2007 | 2008 | 2009 | 2010 |
| ↘200 | ↗201 | ↗208 | ↘201 | ↘181 | ↘179 | ↘175 |
| 2011 | 2012 | 2013 |      |      |      |      |
| ↘173 | ↘164 | ↘152 |      |      |      |      |